# Canada’s Sugar Beach

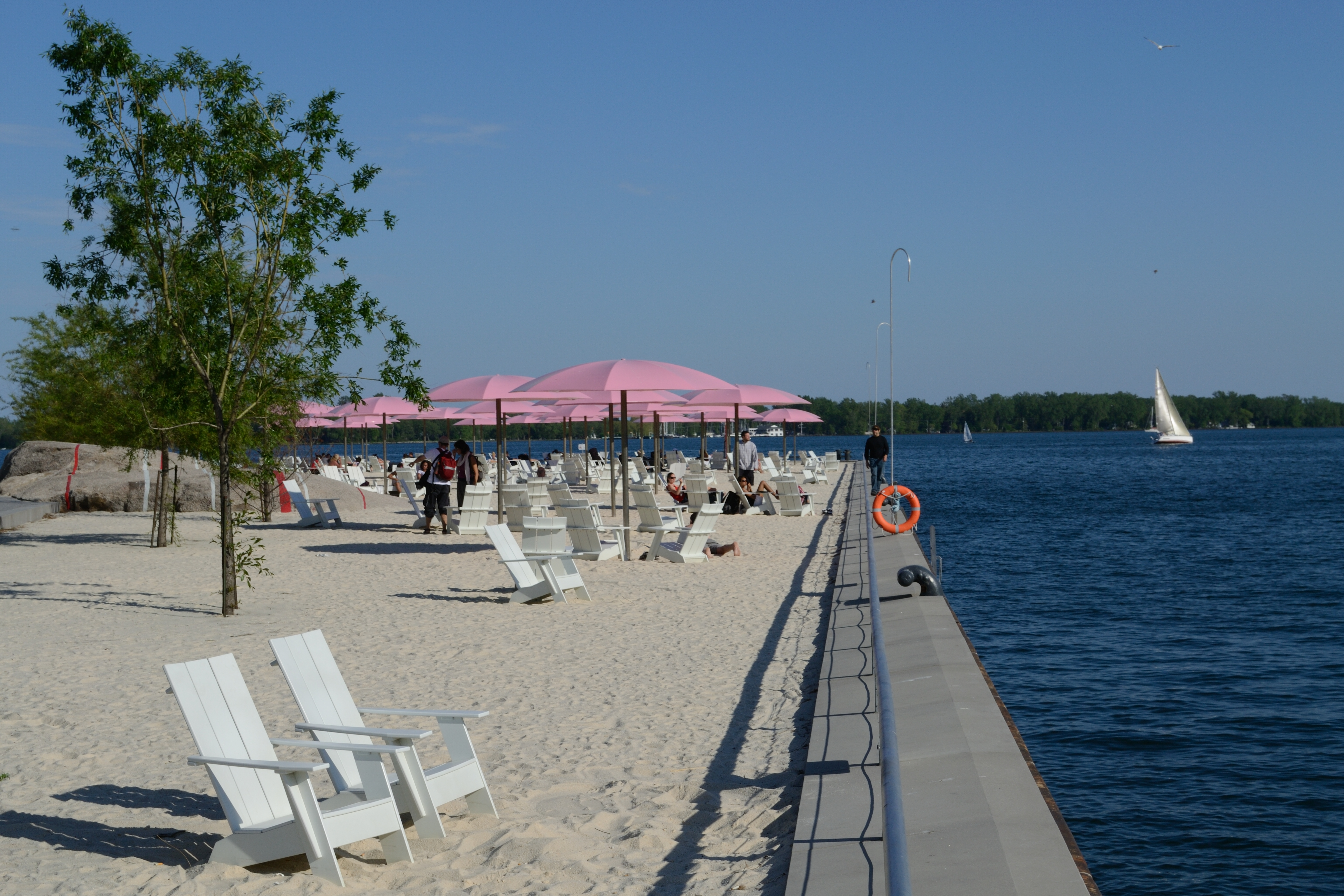
Sugar Beach 2011

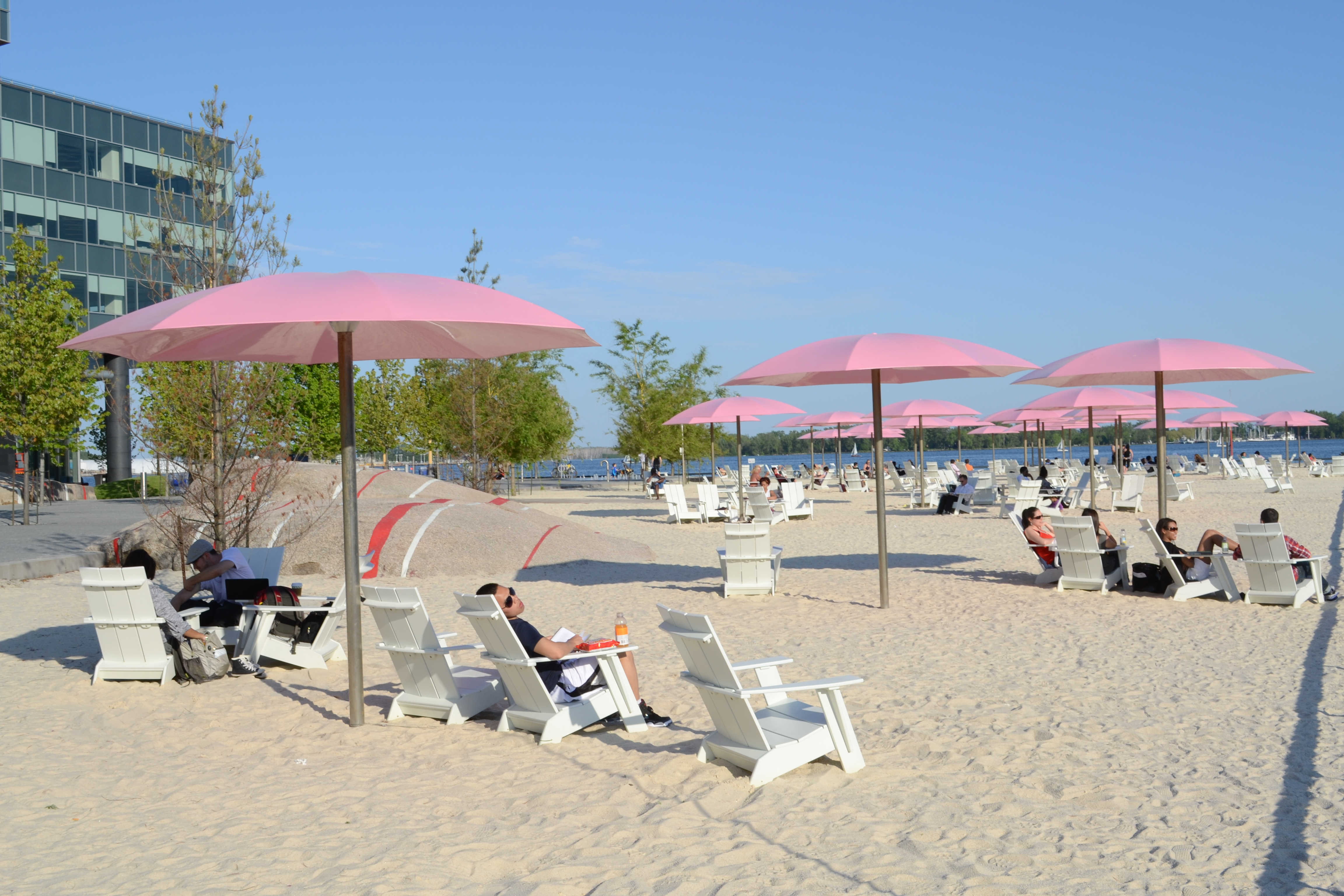
Sugar Beach 2011

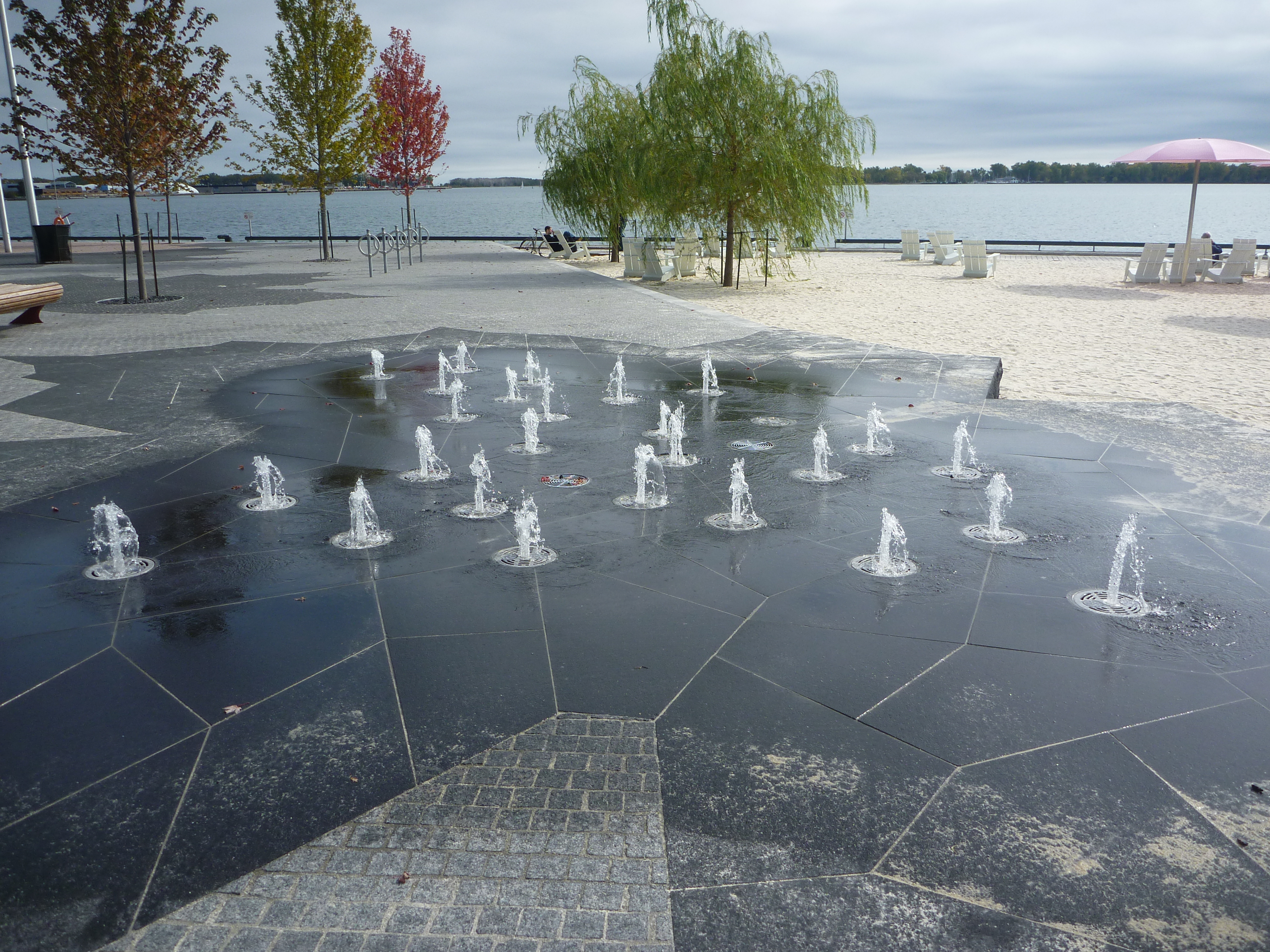
Sugar Beach 2010

Canada’s Sugar Beach ist ein Sandstrand, in Toronto, Ontario, Kanada, welcher im Jahre 2010 eröffnet wurde. Der Strand verfügt über eine Fläche von ca. 8.100 m² und befindet sich an Torontos östlicher Bayfront, am Lake Ontario, in Nachbarschaft einer ehemaligen Zuckerfabrik, in einem neuen Stadtteil, der gerade aktuell erschlossen wird, Waterfront Toronto. Der Strand wird von der City of Toronto betrieben. Dieser beinhaltet auch den 2010 eröffneten HTO-Park. Die ganze Anlage umfasst einen feinsandigen Sandstrand mit Sonnenschirmen und Liegen.

## Geschichte
Ziel war es, das ehemalige Industriegebiet umzugestalten und Wohnungen, Geschäfte, Restaurants, Büros und Hotels anzusiedeln. Der Park ist dreigeteilt und grenzt den Strand von dem angrenzenden Zuckerfabriksgelände, in dem sich ein Museum befindet, an der Lower Jarvis Street und Queen’s Quay, ab. Den Namen erhielt der Strand und der Park aufgrund des nahen Zuckerfabrikgebäudes. Auf dem Gelände befinden sich teils neue Bürogebäude die u. a. auch als Hauptsitz des Medienunternehmens Corus Entertainment dienen.